# BirdLife International
BirdLife International (antes conhecida como International Council for Bird Preservation) é uma organização ambiental cujos objectivos são a conservação e protecção da biodiversidade de aves e seus habitats. É uma Federação Global com uma rede de organizações que funcionam como parceiros, incluindo a RSPB, a Gibraltar Ornithological & Natural History Society (GONHS), National Audubon Society, Bombay Natural History Society, Royal Australasian Ornithologists Union, Royal Forest and Bird Protection Society of New Zealand, Malaysian Nature Society e a BirdWatch Ireland. Nos países de língua oficial portuguesa a BirdLife é representada em Portugal pela SPEA—Sociedade Portuguesa para o Estudo das Aves e no Brasil pela SAVE Brasil.
A BirdLife International foi fundada em 1922 por Gilbert Pearson e Jean Théodore Delacour com o nome de International Council for Bird Preservation. Actualmente tem Sede em Cambridge (Reino Unido) e tem como presidente honorária a Princesa Takamado do Japão.